# Pansarbandvagn 301
Pansarbandvagn 301 (Pbv 301) var en pansarbandvagn som användes av den svenska armén 1962 till 1971. 

## Historia
Pbv 301 utvecklades som en tillfällig lösning för att erbjuda pansarförbandens skyttesoldater splitterskyddad transport i väntan på att Pbv 302 skulle levereras. Vagnen bestod av ett chassi från den utrangerade Stridsvagn m/41 med ett nytt överrede. Vagnen fick också en ny 4-cylindrig luftkyld boxermotor från Svenska Flygmotor AB (SFA), ursprungligen utvecklad för Saab Safir. Ombyggnationen utfördes av Hägglund & Söner och 220 vagnar levererades under 1962 och 1963. De organiserades i en pansarbataljon i varje pansarbrigad. Vagnarna räckte inte till samtliga arton bataljoner, utan en del använde istället ”KP-bilar” eller vanliga lastbilar.

## Besättning

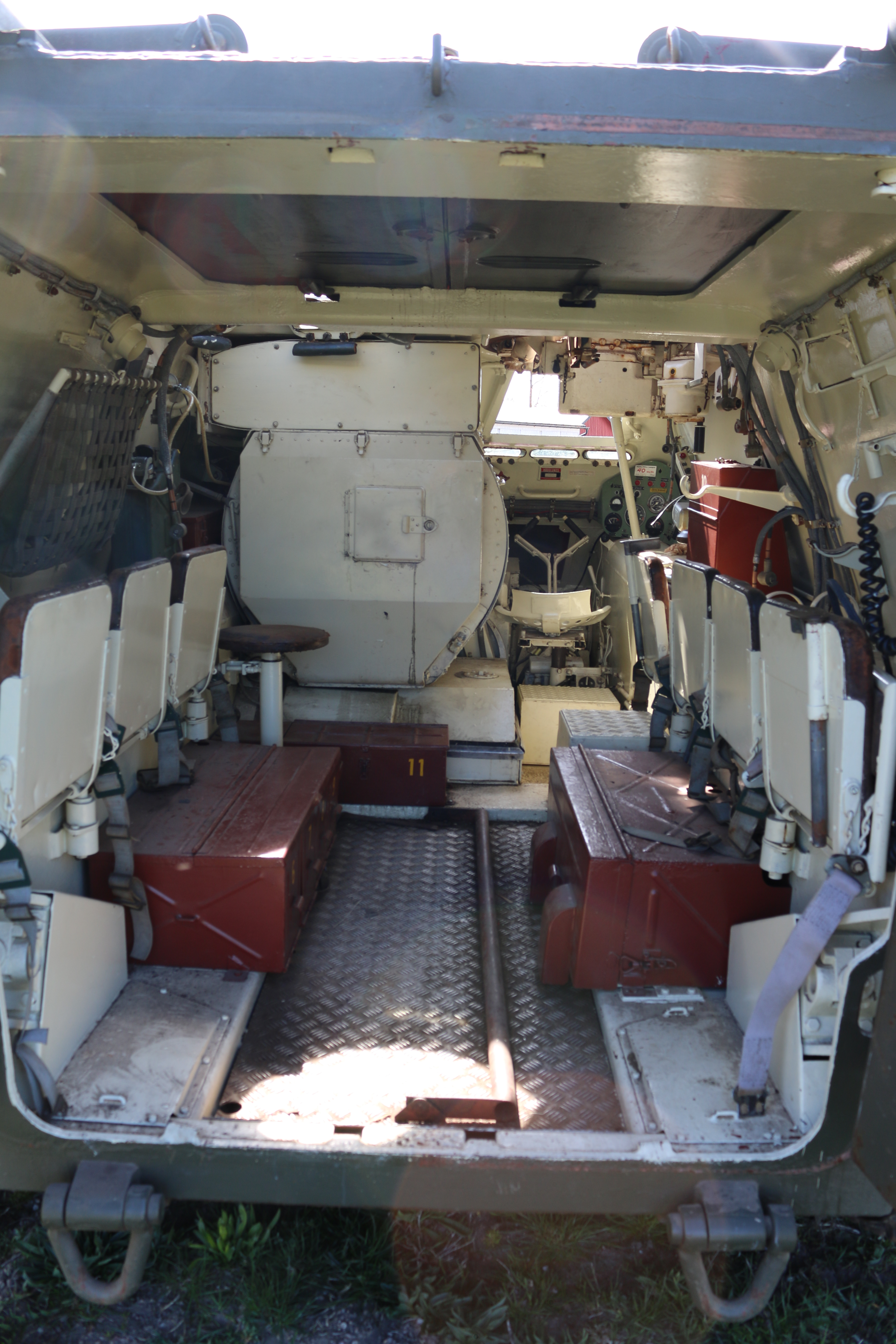
Interiör

Besättningen bestod av en vagnchef, skytt och förare. Föraren satt längst fram till höger och skytten bakom honom.
Vagnchefen satt till vänster snett bakom motorn. Pbv 301 transporterade sju soldater med full stridsutrustning, tre på vänster sida och fyra på höger sida. Upp- och ursittning skedde genom två dörrar på vagnens baksida. Soldaterna kunde även strida från vagnen genom en öppning i taket, vilken stängdes med två takluckor. I stridsutrymmets främre vänstra del fanns dessutom en observationshuv så att vagnchefen kunde orientera sig om läget utanför vagnen under körning.

## Beväpning
Pbv 301 beväpnades med en 20 mm automatkanon m/45 från det utrangerade jaktflygplanet J 21A. Pjäsen fick den nya benämningen m/45B. Den placerades ovanför skyttens observationshuv, och riktades och avfyrades av skytten. Vagnen hade också tre rökkastare på var sida av frontpansaret.

## Versioner
Vagnen fanns i tre versioner: trupptransportfordon, stridsledningspansarbandvagn och eldledningspansarbandvagn. De saknade yttre skillnader i syfte att inte röja ledningsfordonet. Pbv 301 kunde, efter en del enklare förberedelser, vada till ett djup av 1,5 meter.
Pbv 301
För trupptransport. 185 tillverkades.
Pbv 3011
Stridsledningspansarbandvagn. 20 tillverkades.
Pbv 3012
Eldledningspansarbandvagn. 15 tillverkades.